# Boisset (Cantal)
Boisset település Franciaországban, Cantal megyében. Lakosainak száma 665 fő (2022. január 1.). Boisset Cayrols, Leynhac, Marcolès, Rouziers, Saint-Étienne-de-Maurs, Saint-Julien-de-Toursac, Saint-Mamet-la-Salvetat és Vitrac községekkel határos.

## Népesség
A település népességének változása:
| Lakosok száma | 896  | 756  | 653  | 637  | 601  | 623  | 630  | 638  | 644  | 665  |
|               | 1968 | 1982 | 1999 | 2006 | 2011 | 2015 | 2017 | 2018 | 2020 | 2022 |